# 15427 Shabas
15427 Shabas este un asteroid din centura principală de asteroizi.

## Descriere
15427 Shabas este un asteroid din centura principală de asteroizi. A fost descoperit pe 17 septembrie 1998 la Stația Anderson Mesa în cadrul programului LONEOS. El prezintă o orbită caracterizată de o semiaxă mare de 2,57 ua, o excentricitate de 0,16 și o înclinație de 13,8° în raport cu ecliptica.